# Nagtipunan
Nagtipunan è una municipalità di quinta classe delle Filippine, situata nella Provincia di Quirino, nella regione della Valle di Cagayan.
Nagtipunan è formata da 16 baranggay:
- Anak
- Asaklat
- Dipantan
- Dissimungal
- Guino (Giayan)
- La Conwap (Guingin)
- Landingan
- Mataddi
- Matmad
- Old Gumiad
- Ponggo
- San Dionisio II
- San Pugo
- San Ramos
- Sangbay
- Wasid